# Kosančićev venac

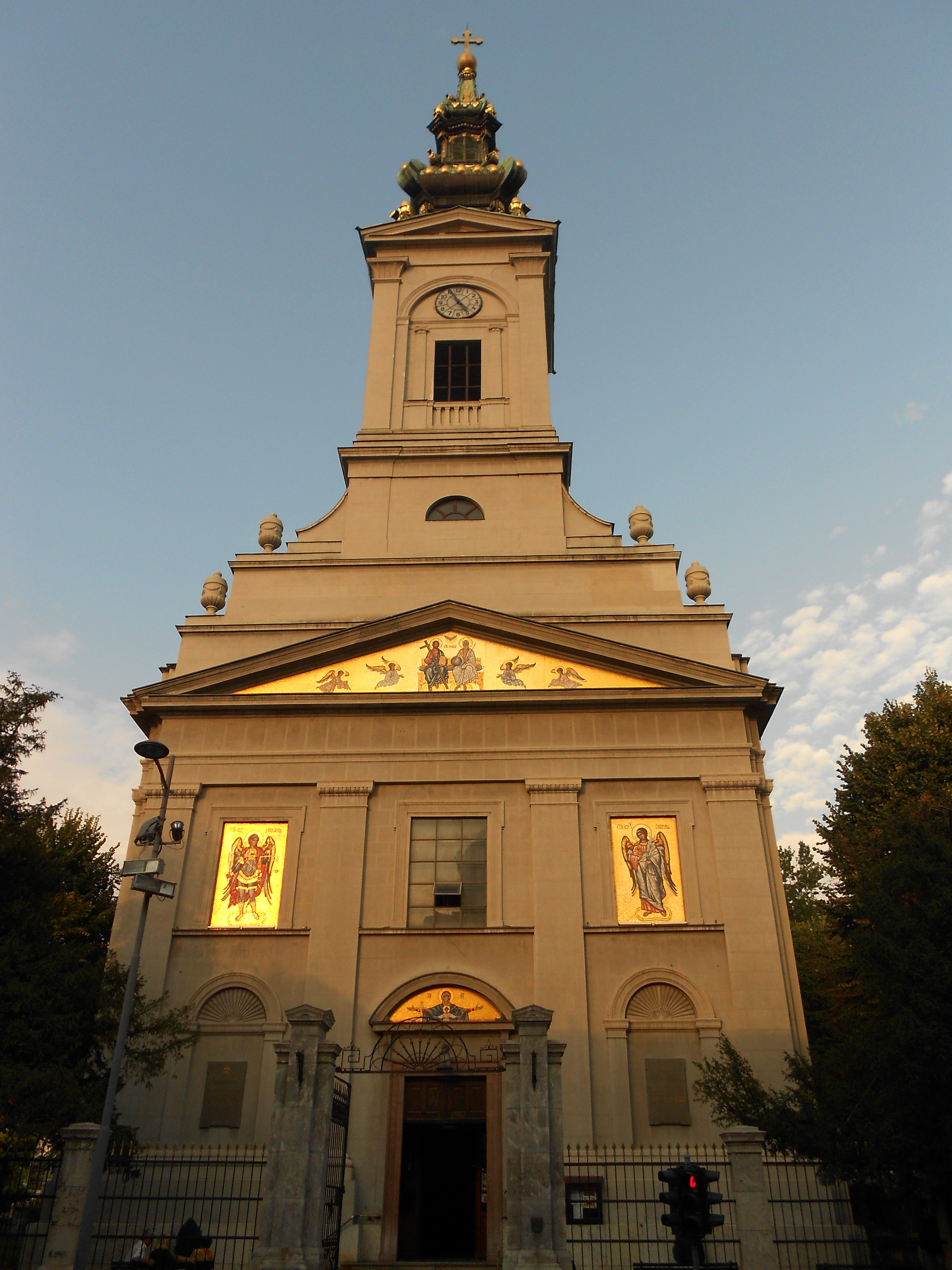
Katedrální kostel Svatého Michala archanděla na Kosančićevě venci

Kosančićev venac (v srbské cyrilici Косанчићев венац) je část centra města Bělehradu. Nachází se cca 700 m západně od třídy Terazije, na svahu k řece Sávě. Název má podle středověkého ze srbských dějin, Ivana Kosančiće.
Jedná se fakticky o historicky nejstarší část města, která se rozkládá mimo hradby Kalemegdanské pevnosti. Původní osada pravoslavného obyvatelstva se po pravém břehu řeky Sávy začala rozrůstat zhruba od roku 1830. Díky tomu je celá čtvrť plná historických památek a důležitých objektů, jakými je např. katedrální kostel Svatého Michala archanděla (vybudovaný v letech 1837 - 1840, budova sídla Srbské pravoslavné církve nebo rezidence princezny Ljubice.